# Vélieux
Vélieux település Franciaországban, Hérault megyében. Lakosainak száma 102 fő (2022. január 1.). Vélieux Boisset, La Caunette, Minerve, Rieussec és Saint-Jean-de-Minervois községekkel határos.

## Népesség
A település népessége az elmúlt években az alábbi módon változott:
| Lakosok száma | 37   | 44   | 34   | 65   | 75   | 80   | 86   | 91   | 93   | 102  |
|               | 1968 | 1982 | 1990 | 2006 | 2013 | 2015 | 2017 | 2019 | 2020 | 2022 |